# Dragan Stojnić
Dragan Stojnić (Beograd, 10. novembar 1937 — Beograd, 19. mart 2003) bio je srpski i jugoslovenski šansonjer. On je jedan od naših najznačajnijih šansonjera.

## Biografija
Živio je u Sarajevu, Banjoj Luci, Skoplju i Beogradu, gradovima koji su obilježili njega i njegovo muzičko stvaralaštvo, no gdje god da je došao u srcu je uvijek nosio pjesmu. Oduvijek je želio da postane pjevač, a na sceni je proveo skoro 40 godina. Studirao je francuski jezik, da bi kasnije ipak završio Višu turističku školu.
Umro je 19. marta 2003. posle duge i teške bolesti u Gradskoj bolnici u Beogradu. Sahranjen je 21. marta 2003. godine u Aleji zaslužnih građana na Novom groblju u Beogradu.

## Stvaralaštvo
Njegovi počeci se vezuju za tada poznati sarajevski ansambl „Prijatelji“. Prvi veliki uspjeh postigao je 1964. godine pobjedom na festivalu u Kraljevu „Mikrofon je vaš“ sa pjesmom „Bila je tako lijepa“, tadašnjim evrovizijskim hitom, pjesmom predstavnicom Francuske 1963. godine. Sljedeće godine takođe dobija prvu nagradu na festivalu u Opatiji sa evergreenom „Zašto dolaziš samo sa kišom“. Poslije toga 1966. godine gostuje pariskoj Olmpiji, internacionalnom hramu muzike, a njegove ploče su počele da se prodaju u ogromnim tiražima.
Svoj najplodniji stvaralački period Dragan Stojnić je imao u Sarajevu, gdje je tokom 1960-ih snimio više francuskih šansona, a kroz prevode tekstova jugoslovenska publika je dobila priliku da upozna smisao i duh francuske šansone. Osim tekstova na francuskom jeziku, on je koristio i tekstove B. Stojadinovića i N. Vražalice. Uspješno je sarađivao sa sarajevskim orkestrom Esada Arnautalića koji je bio i aranžer više njegovih pjesama. Istih godina povremeno je nastupao i na jugoslovenskim festivalima zabavne muzike (Opatijski festival, Vaš šlager sezone, Beogradsko proleće), par puta je predstavljao i Radioteleviziju Sarajevo na nacionalnim izborima za Pjesmu Evrovizije, no sve u svemu Dragan Stojnić ipak nije bio festivalski pjevač.
1984. godine počeo je sa serijom tradicionalnih solističkih koncerata povodom 8. marta u Beogradu, kojima je održavao neraskidivu vezu sa publikom. Održao je mnogobrojne koncerte i nastupe širom Jugoslavije, a zahvaljujući pjesmi obišao je i gotovo cijeli svijet. Bio je dugogodišnji saradnik PGP RTB-a, a 1998. godine dobio je nagradu „Zlatni Beočug“ Kulturno-prosvetne zajednice Beograda. 1991. otpjevao je gotovo cjelokupni materijal za muziku filma „Moj brat Aleksa,“ koji govori o životnom djelu Alekse Šantića.

## Diskografija

### Albumi
- C'Est La Vie –‎ PGP RTB (1983)
- To je ljubav –‎ PGP RTB (1988)
- Adagiо –‎ PGP RTS (1996)
- Jedna davna ljubav –‎ PGP RTS (1999)

### Singlovi
- Bila je tako lijepa -PGP RTB (1965)
- Moj život -PGP RTB (1966)
- Lamento -PGP RTB (1967)
- Važna je ruža -PGP RTB (1967)
- Boni i Klajd -PGP RTB (1968)
- Život koji živim -PGP RTB (1969)
- Jelisejska polja -PGP RTB (1970)
- Jedne noći -PGP RTB (1971)
- Dve žene/Dani ludo prolaze-PGP RTB (1971)
- Maestro i violina -PGP RTB (1976)

## Festivali
- Voz (alternacija sa Tihomirom Petrovićem), '66, pobednička pesma
- Kraj čak i s tobom, '67
- Vatromet davnih želja, '68
- Život kojim živim, '69
- Jedne noći, '71
- Jedan čovek i jedna žena, '83

Vaš šlager sezone, Sarajevo:
- Ne vjeruj / Igra života, '67
- Ima u meni nešto cigansko, '68

Opatija:
- Zašto dolaziš samo s kišom (alternacija sa Zafirom Hadžimanovom, prva nagrada publike i prva nagrada stručnog žirija, pobednička pesma, '65
- Jutro ljubavi (alternacija sa Zvonkom Špišićem), '66
- Ni ti, ni ja (alternacija sa Arsenom Dedićem), '66, prva nagrada stručnog žirija i pobednička pesma
- Vino i gitare (alternacija sa Gabi Novak), '67, nagrada za tekst i prva nagrada publike, pobednička pesma
- Jučer smo bili zadnji put zajedno (alternacija sa Ivicom Šerfezijem), '68
- Svetionici slobode, '81 (veče rodoljubive pesme)
- Stara pesma, '82

Zagreb:
- Za našu ljubav to je kraj (Dosta, svega mi je dosta), (alternacija sa Gabi Novak), '66, prva nagrada publike i čitalaca Večernjeg lista, skulptura Sirena, pobednička pesma
- Valcer za Barbaru, '66
- Dubrovački madrigal, '72

Pesma leta:
- U tvojoj blizini, '69

Jugoslovenski izbor za Evroviziju:
- Duga je noć, Beograd'66
- Dva novčića, Beograd '66
- Priča, Beograd '66
- Za noć ili dan, Ljubljana '67

Split:
- Stipina ljubav, '66, nagrada stručnog žirija za najuspeliju zabavnu melodiju, nagrada stručnog žirija revije Svet i nagrada za aranžman za plesni orkestar

International Song Festival Sopot, Poljska:
- Mademoiselle Lise, '69

Skoplje:
- Žolta lipa, '71

## Spoljašnje veze
- Diskografija na Diskogs
- BILA JE TAKO LIJEPA: Kako je snimljena legendarna pesma (Nportal, 6. jun 2022)